# Миллер, Эрик (футболист)
Э́рик Ми́ллер (англ. Eric Miller; 15 января 1993, Джэксонвилл, Флорида, США) — американский футболист, защитник клуба «Портленд Тимберс».

## Биография

### Ранние годы и начало карьеры
Миллер родился в Джэксонвилле, штат Флорида, и вырос в Вудбери, штат Миннесота. Начал играть в футбол в команде «Бангу Цунами» и академии клуба «Миннесота Тандер». В 2011 году Миллер получил награды штата Миннесота Gatorade Player of the Year и Mr. Soccer, забив 16 голов и сделав 15 голевых передач в выпускном классе старшей школы Вудбери.
В 2011 году Миллер поступил в Крейтонский университет и начал выступать за университетскую футбольную команду «Крейтон Блюджейз». За три сезона в Национальной ассоциации студенческого спорта сыграл 63 матча, забил четыре мяча и отдал четыре результативные передачи. В сезоне 2012 попал в первую символическую сборную Конференции долины Миссури.
В 2012 и 2013 годах также выступал за команду «Портленд Тимберс U-23» в Премьер-лиге развития ЮСЛ.

### Клубная карьера
2 января 2014 года Миллер подписал контракт с MLS по программе Generation adidas. 16 января на Супердрафте MLS 2014 Миллер был выбран в первом раунде под общим пятым номером клубом «Монреаль Импакт». Его профессиональный дебют состоялся 8 марта в матче стартового тура сезона 2014 против «Далласа». По окончании сезона 2015 «Монреаль Импакт» продлил контракт с Миллером согласно опции.
14 февраля 2016 года Миллер был обменян в «Колорадо Рэпидз» на пик первого раунда Супердрафта MLS 2018 и нераскрытую сумму в общих распределительных средствах. За «Рэпидз» дебютировал 6 марта в матче стартового тура сезона 2016 против «Сан-Хосе Эртквейкс». По окончании сезона 2016 «Колорадо Рэпидз» задействовал опцию продления контракта с Миллером. 13 июня 2017 года в матче Открытого кубка США против «Оклахома-Сити Энерджи» он забил свой первый гол в профессиональной карьере. По окончании сезона 2017 «Колорадо Рэпидз» использовал опцию продления контракта с Миллером.
2 мая 2018 года «Колорадо Рэпидз» обменял Миллера и $50 тыс. в общих распределительных средствах в «Миннесоту Юнайтед» на Сэма Николсона и место иностранного игрока. За «Миннесоту Юнайтед» он дебютировал 4 мая в матче против «Ванкувер Уайткэпс». 4 февраля 2019 года Миллер перезаключил контракт с «Миннесотой Юнайтед».
29 июля 2019 года Миллер был продан в «Нью-Йорк Сити» за $50 тыс. в общих распределительных средствах. За «Нью-Йорк Сити» дебютировал 8 августа в матче против «Хьюстон Динамо». По окончании сезона 2019 «Нью-Йорк Сити» отклонил опцию продления контракта с Миллером.
26 ноября 2019 года на первом этапе Драфта возвращений MLS Миллер был выбран новичком лиги, клубом «Нэшвилл». 29 февраля 2020 года сыграл в матче стартового тура сезона против «Атланты Юнайтед», ставшем для «Нэшвилла» дебютом в MLS. По окончании сезона 2020 контракт Миллера с «Нэшвиллом» истёк, и 8 марта 2021 года игрок продлил контракт с клубом до конца сезона 2021 с опцией на сезон 2022. По окончании сезона 2021 «Нэшвилл» задействовал опцию продления контракта с Миллером. По окончании сезона 2022 Миллер покинул «Нэшвилл» как свободный агент.
25 февраля 2023 года Миллер в качестве свободного агента присоединился к «Портленд Тимберс», подписав однолетний контракт с опцией продления на сезон 2024. За «Тимберс» дебютировал 25 марта в матче против «Лос-Анджелес Гэлакси», выйдя на замену во втором тайме вместо Пабло Бонильи. По окончании сезона 2023 «Портленд Тимберс» не стал продлевать контракт с Миллером согласно опции, но, проведя переговоры, 9 января 2024 года клуб подписал с игроком новый двухлетний контракт до конца сезона 2025.

### Международная карьера
В 2013 году Миллер в составе сборной США до 20 лет принял участие в молодёжных чемпионатах КОНКАКАФ и мира, а также в Турнире в Тулоне.
Миллер был включён в состав сборной США до 23 лет на Мужской олимпийский квалификационный турнир КОНКАКАФ 2015, но из-за травмы за 24 часа до начала турнира он был заменён на Бойда Оквуону.
6 января 2016 года Миллер получил свой первый вызов в старшую сборную США, в ежегодный январский тренировочный лагерь, включавший товарищеские матчи со сборными Исландии 31 января и Канады 5 февраля, но в обоих матчах оставался в запасе.
В марте 2016 года был вызван в сборную США до 23 лет на матчи межконтинентального плей-офф квалификации Олимпийских игр против сборной Колумбии до 23 лет.

### Личная жизнь
Миллер состоял в отношениях с Кэсси Коллман с 2009 года. Пара поженилась в конце 2018 года.

## Достижения
Командные
 «Монреаль Импакт»
- Победитель Первенства Канады: 2014

## Статистика выступлений
| Выступление                    | Выступление      | Выступление      | Лига | Лига | Плей-офф | Плей-офф | Кубок | Кубок | Континент | Континент | Итого | Итого |
| Клуб                           | Лига             | Сезон            | Игры | Голы | Игры     | Голы     | Игры  | Голы  | Игры      | Голы      | Игры  | Голы  |
| ------------------------------ | ---------------- | ---------------- | ---- | ---- | -------- | -------- | ----- | ----- | --------- | --------- | ----- | ----- |
| Монреаль Импакт                | MLS              | 2014             | 21   | 0    | —        | —        | 0     | 0     | 1         | 0         | 22    | 0     |
| Монреаль Импакт                | MLS              | 2015             | 9    | 0    | 0        | 0        | 2     | 0     | 1         | 0         | 12    | 0     |
| Монреаль Импакт                | Итого            | Итого            | 30   | 0    | 0        | 0        | 2     | 0     | 2         | 0         | 34    | 0     |
| Монреаль (фарм-клуб)           | USL              | 2015             | 1    | 0    | —        | —        | —     | —     | —         | —         | 1     | 0     |
| Колорадо Рэпидз                | MLS              | 2016             | 26   | 0    | 4        | 0        | 1     | 0     | —         | —         | 31    | 0     |
| Колорадо Рэпидз                | MLS              | 2017             | 30   | 0    | —        | —        | 2     | 1     | —         | —         | 32    | 1     |
| Колорадо Рэпидз                | MLS              | 2018             | 0    | 0    | —        | —        | —     | —     | 0         | 0         | 0     | 0     |
| Колорадо Рэпидз                | Итого            | Итого            | 56   | 0    | 4        | 0        | 3     | 1     | 0         | 0         | 63    | 1     |
| Миннесота Юнайтед              | MLS              | 2018             | 18   | 0    | —        | —        | 1     | 0     | —         | —         | 19    | 0     |
| Миннесота Юнайтед              | MLS              | 2019             | 6    | 0    | —        | —        | 3     | 0     | —         | —         | 9     | 0     |
| Миннесота Юнайтед              | Итого            | Итого            | 24   | 0    | —        | —        | 4     | 0     | —         | —         | 28    | 0     |
| Нью-Йорк Сити                  | MLS              | 2019             | 5    | 0    | 0        | 0        | —     | —     | —         | —         | 5     | 0     |
| Нэшвилл                        | MLS              | 2020             | 6    | 0    | 1        | 0        | —     | —     | —         | —         | 7     | 0     |
| Нэшвилл                        | MLS              | 2021             | 13   | 0    | 2        | 0        | —     | —     | —         | —         | 15    | 0     |
| Нэшвилл                        | MLS              | 2022             | 24   | 0    | 0        | 0        | 2     | 0     | 1         | 0         | 27    | 0     |
| Нэшвилл                        | Итого            | Итого            | 43   | 0    | 3        | 0        | 2     | 0     | 1         | 0         | 49    | 0     |
| Портленд Тимберс               | MLS              | 2023             | 21   | 0    | —        | —        | 1     | 0     | 0         | 0         | 22    | 0     |
| Портленд Тимберс               | MLS              | 2024             | 0    | 0    | —        | —        | 0     | 0     | —         | —         | 0     | 0     |
| Портленд Тимберс               | Итого            | Итого            | 21   | 0    | —        | —        | 1     | 0     | 0         | 0         | 22    | 0     |
| Портленд Тимберс 2 (фарм-клуб) | MLS Next Pro     | 2023             | 1    | 0    | —        | —        | —     | —     | —         | —         | 1     | 0     |
| Всего за карьеру               | Всего за карьеру | Всего за карьеру | 181  | 0    | 7        | 0        | 12    | 1     | 3         | 0         | 203   | 1     |

Источники: Transfermarkt, Soccerway, Football Database EU.